# Éric Dewailly
Éric Dewailly est un épidémiologiste, chercheur et professeur français naturalisé canadien né en 1957 et décédé le 17 juin 2014 à La Réunion,.

## Biographie
Éric Dewailly a obtenu un diplôme de médecine en 1982 de l’université de Lille qu’il a complété avec une spécialité en Santé publique en 1983 à Amiens.  Par la suite il fait une résidence en santé communautaire à l’Université Laval de 1983 à 1985.  Il poursuit sa formation avec une maîtrise en épidémiologie en 1987 à l’Université Laval et un doctorat en toxicologie en 1990 à l’université de Lille.
Éric Dewailly fut médecin au CHUL de 1987 jusqu’à sa mort et professeur à la Faculté de médecine de l’Université Laval de 1997 jusqu’à sa mort.  Il était un spécialiste d’épidémiologie environnementale.  Éric Dewailly est mort par accident victime d’un éboulement à l’île de la Réunion en 2014. Un fonds de recherche a été créé à sa mémoire à l’Université Laval (Fonds en santé des populations Éric-Dewailly).

## Distinctions
- Prix Acfas Michel-Jurdant (2002)[6]